# AEG G.I
El AEG G.I (originalmente diseñado como el K.I) era un avión bombardero biplano alemán de la Primera Guerra Mundial. Aunque se desempeñaba muy pobremente, se convirtió en el modelo fundamental para otros bombarderos más exitosos de la fábrica AEG, como el AEG G.II y el AEG G.III culminando este desarrollo en el modelo AEG G.IV.

## Operadores
- Imperio Alemán: Luftstreitkräfte

## Especificaciones (AEG G.I)

### Características generales
- Tripulación: 3
- Longitud: 8,7 m (28,4 ft)
- Envergadura: 16 m (52,5 ft)
- Altura: 3,5 m (11,4 ft)
- Superficie alar: 59 m² (635,1 ft²)
- Peso vacío: 1160 kg (2556,6 lb)
- Peso máximo al despegue: 1960 kg (4319,8 lb)
- Planta motriz: 2×  Mercedes D.I.
  - Potencia: 78 kW (108 HP; 106 CV) cada uno.

### Rendimiento
- Velocidad máxima operativa (Vno): 125 km/h (78 MPH; 67 kt)
- Alcance: 450 km (243 nmi; 280 mi)
- Techo de vuelo: 2400 m (7874 ft)

### Armamento
- Ametralladoras: 2× Ametralladoras de 7,92 mm
- Bombas: 200 kg en bombas convencionales